# Comuna Ustea-Zelene, Monastîrîska
Ustea-Zelene (în ucraineană Устя-Зелене) este o comună în raionul Monastîrîska, regiunea Ternopil, Ucraina, formată din satele Luka, Mejîhirea și Ustea-Zelene (reședința).

## Demografie
Componența lingvistică a comunei Ustea-Zelene
     Ucraineană (99,7%)
     Alte limbi (0,3%)
Conform recensământului din 2001, majoritatea populației comunei Ustea-Zelene era vorbitoare de ucraineană (99,7%), existând în minoritate și vorbitori de alte limbi.